# Фосадело (Пјаченца)
Фосадело је насеље у Италији у округу Пјаченца, региону Емилија-Ромања.
Према процени из 2011. у насељу је живело 151 становника. Насеље се налази на надморској висини од 47 м.